# حكومة سلام فياض الثانية
حكومة سلام فياض الثانية هي الحكومة الفلسطينية الثالثة عشر، كانت برئاسة سلام فياض، واستمرت منذ 19 مايو 2009 حتى 16 مايو 2012.

## تشكيلة الوزراء
تكون مجلس وزراء حكومة سلام فياض الثانية من 22 وزيرًا بينهم خمس سيدات فقط.
في 4 يونيو 2009، أصدر الرئيس الفلسطيني محمود عباس قرارًا بقانون رقم 16 لسنة 2009 بشأن المصادقة على تعديل الحكومة بإضافة ربيحة ذياب حسين حمدان، وزيرةً لشؤون المرأة، وعيسى أحمد عبد الحميد قراقع، وزيرًا لشؤون الأسرى والمحررين.
استقال حاتم عبد القادر من منصب وزير شؤون القدس في 30 يونيو 2009.
استقال باسم خوري وزير الاقتصاد الوطني من منصبه في 14 أكتوبر 2009. كُلف حسن أبو لبدة بمهامه في 24 أكتوبر 2009 وفقًا لتعديل وزاري.
أُعفي إسماعيل دعيق من منصبه وزيرًا للزراعة في 28 أغسطس 2011. وكُلف أحمد مجدلاني بمهامه.
|    | الحقيبة الوزارية                                  | الاسم                                                                            | الاسم                                                                            |
| -- | ------------------------------------------------- | -------------------------------------------------------------------------------- | -------------------------------------------------------------------------------- |
| 1  | رئيس وزراء السلطة الوطنية الفلسطينية وزير المالية | سلام خالد عبد الله فياض                                                          | سلام خالد عبد الله فياض                                                          |
| 2  | وزير الشؤون الخارجية                              | رياض نجيب عبد الرحمن المالكي                                                     | رياض نجيب عبد الرحمن المالكي                                                     |
| 3  | وزير الداخلية                                     | سعيد عبد الرحمن أحمد أبو علي                                                     | سعيد عبد الرحمن أحمد أبو علي                                                     |
| 4  | وزير الاقتصاد الوطني                              | باسم صبحي فرح خوري نصر (19 مايو 2009–14 أكتوبر 2009)                             | حسن إبراهيم حسن أبو لبدة (14 أكتوبر 2009–16 مايو 2012)                           |
| 5  | وزير العدل                                        | علي الخشان                                                                       | علي الخشان                                                                       |
| 6  | وزير التخطيط والتنمية الإدارية                    | علي الجرباوي                                                                     | علي الجرباوي                                                                     |
| 7  | وزير الحكم المحلي                                 | خالد القواسمي                                                                    | خالد القواسمي                                                                    |
| 8  | وزيرة التربية والتعليم العالي                     | لميس العلمي                                                                      | لميس العلمي                                                                      |
| 9  | وزير الصحة                                        | فتحي عبد الله أبو مغلي                                                           | فتحي عبد الله أبو مغلي                                                           |
| 10 | وزير الزراعة                                      | إسماعيل دعيق (19 مايو 2009–28 أغسطس 2011)                                        | أحمد عبد السلام حسن مجدلاني (28 أغسطس 2011–16 مايو 2012)                         |
| 11 | وزير العمل                                        | أحمد عبد السلام حسن مجدلاني                                                      | أحمد عبد السلام حسن مجدلاني                                                      |
| 12 | وزيرة الشؤون الاجتماعية                           | ماجدة محمد حمدي راغب المصري                                                      | ماجدة محمد حمدي راغب المصري                                                      |
| 13 | وزير الاتصالات وتكنولوجيا المعلومات               | مشهور أبو دقة                                                                    | مشهور أبو دقة                                                                    |
| 14 | وزير الأشغال العامة والإسكان                      | محمد إبراهيم محمد اشتية                                                          | محمد إبراهيم محمد اشتية                                                          |
| 15 | وزير النقل والمواصلات                             | سعدي محمود سليمان الكرنز                                                         | سعدي محمود سليمان الكرنز                                                         |
| 16 | وزير الأوقاف والشؤون الدينية                      | محمود صدقي عبد الرحمن الهباش                                                     | محمود صدقي عبد الرحمن الهباش                                                     |
| 17 | وزيرة السياحة والآثار                             | خلود فرنسيس خليل دعيبس                                                           | خلود فرنسيس خليل دعيبس                                                           |
| 18 | وزير الثقافة                                      | سهام البرغوثي                                                                    | سهام البرغوثي                                                                    |
| 19 | وزيرة شؤون المرأة                                 | ربيحة ذياب حسين حمدان، مُنذ 4 يونيو 2009 وفقًا لقرار بقانون رقم 16 لسنة 2009.      | ربيحة ذياب حسين حمدان، مُنذ 4 يونيو 2009 وفقًا لقرار بقانون رقم 16 لسنة 2009.      |
| 20 | وزير شؤون الأسرى والمحررين                        | عيسى أحمد عبد الحميد قراقع، مُنذ 4 يونيو 2009 وفقًا لقرار بقانون رقم 16 لسنة 2009. | عيسى أحمد عبد الحميد قراقع، مُنذ 4 يونيو 2009 وفقًا لقرار بقانون رقم 16 لسنة 2009. |
| 21 | وزير دولة                                         | ماهر محمد راتب غنيم                                                              | ماهر محمد راتب غنيم                                                              |
| 22 | وزير شؤون القدس                                   | حاتم عبد القادر (19 مايو 2009 - 30 يونيو 2009)                                   | حاتم عبد القادر (19 مايو 2009 - 30 يونيو 2009)                                   |
| –  | أمين عام مجلس الوزراء                             | نعيم أبو الحمص                                                                   | نعيم أبو الحمص                                                                   |

## وصلات خارجية
- موقع مجلس الوزراء